# Mary River (vattendrag i Australien, Northern Territory)
Mary River är ett vattendrag i Australien. Det ligger i territoriet Northern Territory, omkring 92 kilometer öster om territoriets huvudstad Darwin.
Omgivningarna runt Mary River är huvudsakligen savann. Trakten runt Mary River är nära nog obefolkad, med mindre än två invånare per kvadratkilometer. Genomsnittlig årsnederbörd är 1 715 millimeter. Den regnigaste månaden är januari, med i genomsnitt 402 mm nederbörd, och den torraste är juni, med 1 mm nederbörd.